# Miranda Richardson
Miranda Jane Richardson (Southport, Merseyside, 3 maart 1958) is een Britse actrice. Ze speelde in onder meer Sleepy Hollow, Absolutely Fabulous en in de vierde Harry Potter-film, Harry Potter en de Vuurbeker. Ze was ook te zien als de kinderlijke Queenie (Queen Elizabeth I) in Blackadder II.

## Filmografie (selectie)
- Chicken Run: Dawn of the Nugget (2023, stem)
- The Happy Prince (2018)
- Testament of Youth (2014)
- Maleficent (2014)
- Harry Potter en de Relieken van de Dood deel 1 en deel 2 als Rita Pulpers (2010)
- The Young Victoria (2009)
- Fred Claus (2007)
- Spinning Into Butter (2007)
- Puffball (2007)
- Southland Tales (2006)
- Provoked: A True Story (2006)
- Starry Night (2005)
- Wah-Wah (2005)
- Harry Potter en de Vuurbeker (2005) als Rita Pulpers
- The Phantom of the Opera (2004) als Madame Giry
- Churchill: The Hollywood Years (2004)
- The Prince and Me (2004)
- Falling Angels (2003)
- The Rage in Placid Lake (2003)
- The Actors (2003)
- The Hours (2002)
- Spider (2002)
- Chicken Run (2000, stem)
- Sleepy Hollow (1999)
- The king and I (stem, 1999)
- Damage (1992)
- Merlin (1998)
- Fatherland (1994)
- Empire of the Sun (1987)
- Blackadder (1986)
- Dance with a Stranger (1985)